# Pogo

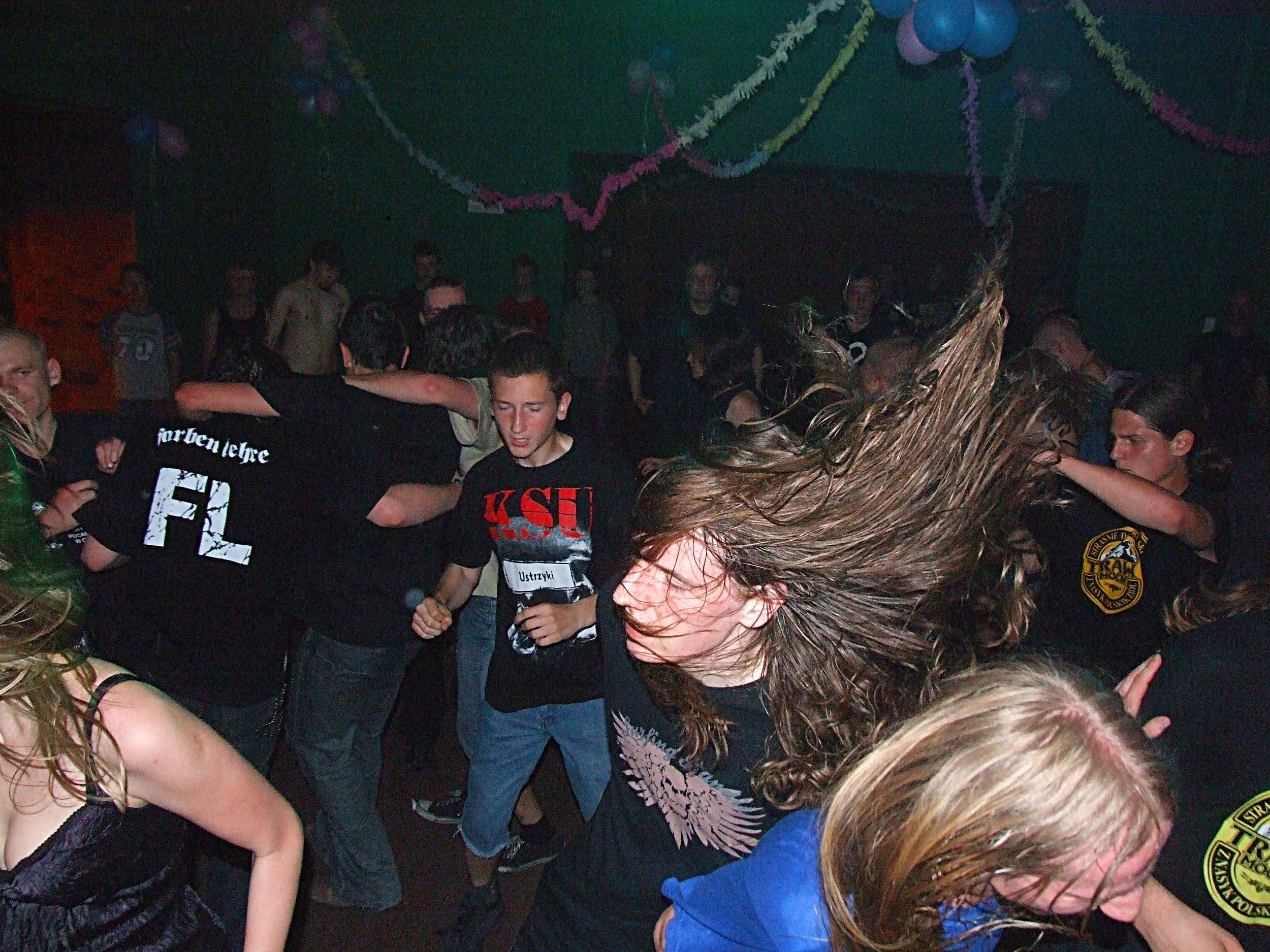
Pogo - koncert zespołu The Bill w Muzycznej Aptece w Białej Podlaskiej

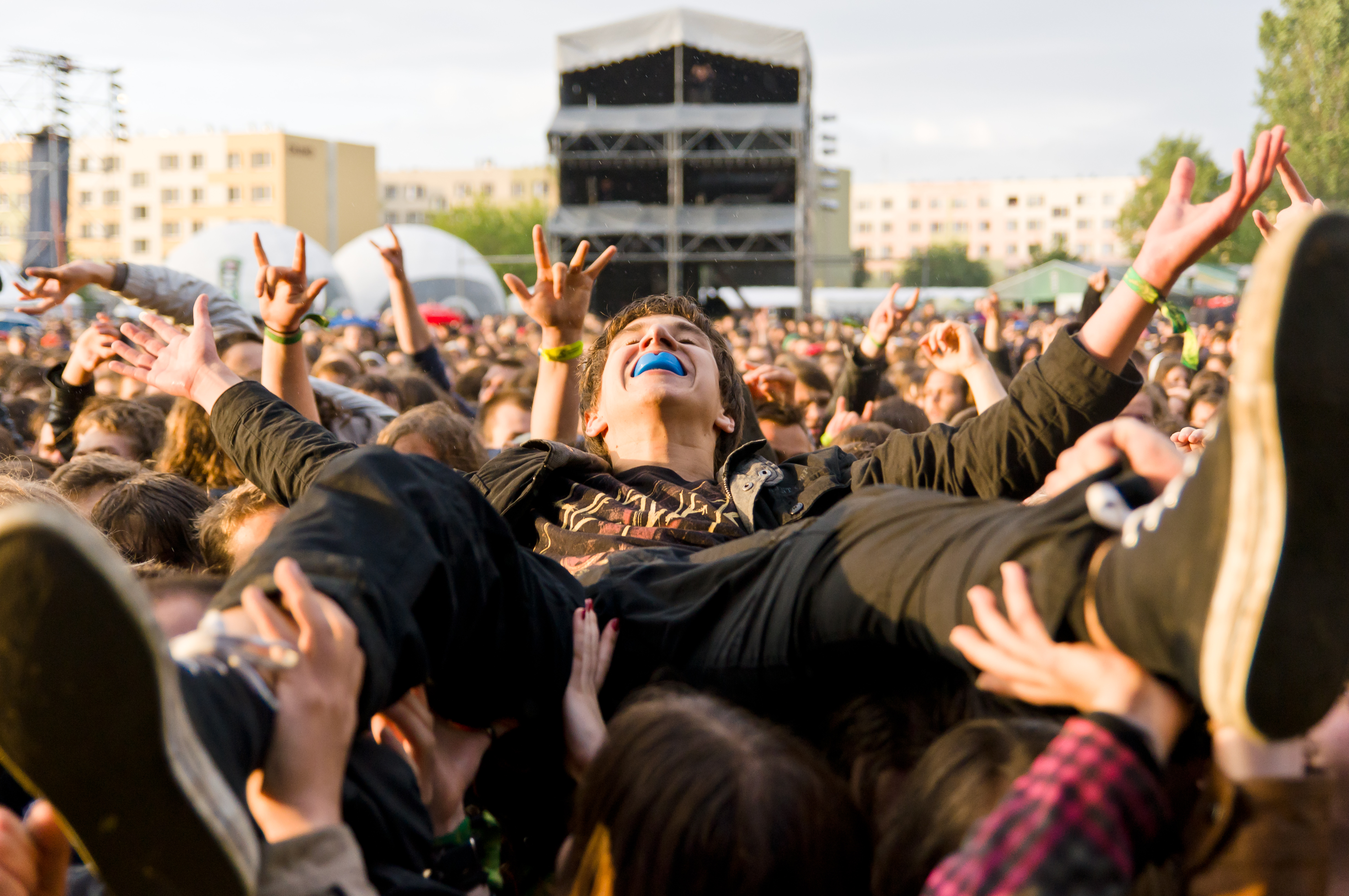
Crowd surfing na festiwalu Ursynalia 2012 w Warszawie.

Pogo – grupowy taniec, charakterystyczny dla kultur punków oraz metalowców. Zaobserwować można go na sporej części koncertów rockowych, punkowych, emo oraz metalowych.
Pogo wywodzi się z subkultury punk, w Polsce rozpowszechnione zostało w latach osiemdziesiątych na Festiwalu Muzyków Rockowych w Jarocinie. Punkowcy tańczyli tam pogo podczas każdego koncertu, co urosło wśród nich do rangi niezbędnego rytuału. W archiwalnych dokumentach SB, dotyczących jarocińskich subkultur, można przeczytać: „Rytualny taniec pogo, utwardzający ducha i mięśnie”. Było to swoiste ćwiczenie w odporności na ból, a zarazem „wyładowanie agresji i negatywnych emocji”.
Pogo polega na bardzo chaotycznym wzajemnym odbijaniu się od siebie, przepychankach w tańczącym tłumie i nacieraniu na pobliskie osoby. Zdarza się, że tańczący padają na ziemię, jednak w większości przypadków podnoszeni są przez osoby tańczące obok. Bywa, że uczestnicy posypują się nawzajem kurzem z placu, na którym tańczą. Czasami tańczący chwytają się pod ramię, wtedy zmniejsza się ryzyko upadku. Pogo, mimo iż sprawia wrażenie bijatyki, w większości przypadków nie zawiera elementów groźnych dla zdrowia, choć zdarzają się siniaki lub otarcia, a nawet stłuczenia. Pojawiają się także nieliczne wypadki zadeptania lub stratowania.
Istnieje jednak brutalna, bardzo niebezpieczna dla zdrowia odmiana tej zabawy, tzw. mosh. Tak jak pogo preferują punki i spora część metalowców, tak mosh jest zabawą ulubioną przez hardcore'owców. Obie jednak wywodzą się z tego samego rdzenia i częstą są mylone.

## Elementy ruchowe w pogo[4]
- Fala (lewitacja, crowd surfing) – przenoszenie osoby na rękach tłumu w stronę sceny (osoba zostaje wyniesiona z tłumu) lub spod / ze sceny (osoba wdrapuje się na scenę / podest i rzuca się w tłum).
- Młynek – dwie osoby trzymają się za skrzyżowane ręce i kręcą się coraz szybciej.
- Młyn / kocioł – połączenie młynka z falangą; grupa ludzi zakreśla okrąg, trzymając się za ramiona, kręcąc się, skacząc i wykonując shakeup, często także pokrzykując.
- Circle pit (gonisz) – polega na gonieniu się w kółko.
- Ściana śmierci – dwie grupy (lub więcej) stają naprzeciw siebie i na określony sygnał nacierają na ludzi stojących przed nimi; niekiedy po uderzeniu uczestnicy rozpoczynają mosh.